# 山辺町立大寺小学校
山辺町立大寺小学校（やまのべちょうりつ おおでらしょうがっこう）は山形県東村山郡山辺町にあった公立小学校。

## 沿革
- 1874年（明治7年）1月24日 - 「大寺学校」として開校[1]。
- 1887年（明治20年）4月1日 - 「大寺尋常小学校」に改称[1]。
- 1924年（大正13年）5月9日 - 「大寺尋常高等小学校」に改称[1]。
- 1941年（昭和16年）4月1日 - 「大寺村国民学校」に改称[1]。
- 1947年（昭和22年）4月1日 - 「大寺村立大寺小学校」に改称[1]。
- 1957年（昭和29年）10月1日 - 合併により「山辺町立大寺小学校」に改称[1]。
- 1962年（昭和34年）1月14日  - 新校舎完成[1]。
- 1995年（平成7年）11月3日 - 2代目新校舎完成[1]。
- 2012年（平成24年）4月1日 - 鳥海小学校を統合。同時に特認校指定を受ける[1]。
- 2018年（平成30年）10月27日 - 閉校記念式典と思い出を語る会を開催[2]。
- 2019年（平成31年）3月31日 - 山辺小学校への統合により、閉校[2]。

## 学区
- 西之表・天神・橋本・学校前・久保・南組・北組・鬼ノ目・蓮台寺・諏訪・熊沢・宿・上道・荒宿・杉下・東・中丸・前方・荒谷・相ノ沢・湯舟・面白・遅根松山・軽井沢[3]

## 卒業後
- 山辺中学校へ進学する[3]。

## 閉校に関して
学区内の児童数減少に伴い、2019年3月末を以て山辺小学校と統合なり、閉校となった。